# Eicha (Ahorn)
Eicha ist ein Gemeindeteil der oberfränkischen Gemeinde Ahorn im Landkreis Coburg.

## Geographie
Das Dorf liegt etwa sechs Kilometer südwestlich von Coburg am Wohlbach, einem Quellfluss der Itz. Gemeindeverbindungsstraßen verbinden Eicha mit den Nachbarorten Schafhof, Schorkendorf und Witzmannsberg. Die Bundesstraße 303 von Coburg nach Schonungen führt nördlich an Eicha vorbei. Der Altort liegt im Norden, südlich schließt sich ein  größeres, neues Siedlungsgebiet an.

## Geschichte
Der Ortsname bezieht sich wohl auf einen oder mehrere markante Eichenbäume.
Eicha wurde am 15. April 1290 mit dem Namen „in villa Eich“ als Schenkung des Gundeloch Marschall von Cunstadt an das Kloster Langheim urkundlich erwähnt. Ein in dieser Urkunde genannter „Hermannus de Eych“ wurde schon am 29. Oktober 1282 erwähnt. Ein Hermann war Abt von Kloster Langheim und ab 1290 von Kloster Ebrach.
Eicha war ein Ganerbendorf, da es zwei gleichberechtigte Herren gab. Die Dorfherrschaft hatten als Grund- und Lehensherrn die Zisterzienserabtei Langheim, vertreten durch das Klosteramt Tambach, und die Herren von Hohenstein. Sie wurde in zweijährigem Wechsel ausgeübt. Konfessionell war Eicha gespalten, nach den evangelischen Herren auf dem Hohenstein, die zum Fürstentum Sachsen-Coburg, und den katholischen Mönchen von Tambach, die zum Hochstift Würzburg und später zum Hochstift Bamberg gehörten.
Im Jahr 1803 wurde Franken ein Teil Bayerns und im Zuge der Säkularisation in Bayern wurde das Kloster Langheim aufgelöst. Der Zusammenschluss des größeren Eicha mit Schorkendorf führte zur Ruralgemeinde Schorkendorf.
1925 hatte Eicha 136 Einwohner und 30 Wohnhäuser. Am 1. April 1931 wurde es als Teil der Gemeinde Schorkendorf aus dem Bezirksamt Staffelstein in das Bezirksamt Coburg eingegliedert.
Am 1. April 1971 erfolgte die Eingemeindung von Schorkendorf mit Eicha nach Ahorn. Im Jahr 1987 hatte das Dorf 636 Einwohner und 177 Wohnhäuser mit 212 Wohnungen. 2004 gab es 300 Haushalte.

## Einwohnerentwicklung
| Jahr | Einwohnerzahl |
| ---- | ------------- |
| 1875 | 137           |
| 1900 | 151           |
| 1925 | 136           |
| 1950 | 231           |
| 1970 | 413           |
| 1987 | 636           |